# Бачинський Сергій Васильович
Сергій Васильович Бачинський (псевдоніми — С. Бач., Наддніпрянець, Кремінчанин, Свій, Острожанин, Homunelus, Obserwator; криптоніми — Б-кий, Б. С., Я., К., Я. Я. та ін; 26 лютого 1887, хутір Бачина, Новомосковського повіту Катеринославської губернії, Україна — 22 червня 1941, Київ, похований у Биківнянському лісі поблизу Києва) — український громадсько-політичний діяч, просвітянин, публіцист, редактор, педагог і краєзнавець, агроном, учитель першої української гімназії в Катеринославі. Декан механічного відділу заснованого у 1917 технікуму (вищої школи) в Катеринославі.

## Життєпис
Сергій був другою дитиною у родині Василя Бачинського. Закінчивши кадетський корпус у м. Орлі, продовжував навчання у Петербурзі у військовій Андріївській школі, а пізніше — у лісному інституті. З 1905 працював у Селянській спілці на Катеринославщині та закладав перші гуртки українських соціалістів-революціонерів у Петрограді та Катеринославі.
У 1906 мусив перейти на нелегальне становище. Уникаючи арешту, наприкінці 1908 — на початку 1909 емігрував до Франції. У Парижі закінчив математичний факультет університету, а у Тулузі — агрономічний. Працював учителем, інспектором народних шкіл, завідувачем інформаційного українського бюро у Парижі.
У 1908 заочно відданий під військовий окружний суд Одеського військового округу. Тільки в серпні 1917, здобувши амністію, повернувся з-за кордону до Катеринослава, працював тут учителем першої української гімназії, розпочав активну громадсько-політичну та журналістську працю. Був обраний делегатом на Всеросійські установчі збори у Петербург та на Установчі збори України від партії українських есерів, а також членом Центральної Ради УНР. Бачинський став заступником голови фракції Малої Ради, яка діяла між сесіями Центральної Ради.
Певний час працював у Києві. З приходом до влади гетьмана П. Скоропадського повернувся знову до Катеринослава, де працював деканом Технічної вищої школи, займався видавничо-журналістською і громадсько-політичною роботою. Сприяв приходу до влади Директорії, редагував у Січеславі газету «Республіканець» (1918–1919). Від Селянської партії, як представник катеринославської інтелігенції, був обраний членом Трудового конгресу. У Києві Обраний членом Президії Трудового конгресу. Учасник Трудового конгресу України (ТКУ) 23-28 січня 1919 р. у Києві, вніс схвалену делегатами ТКУ тексту резолюції про владу (узгоджену з делегацією ЗО УНР, більшістю фракції УПСР та Селянської спілки). Як заступник міністра іноземних справ Директорії УНР з лютого до червня 1919 брав участь у переговорах з представниками Антанти в Одесі та Бірзулі. Під час перебування уряду УНР та Президії Трудового конгресу у Кам'янці-Подільському переходить на викладацьку роботу: читав лекції вчителям, був деканом сільськогосподарського, а пізніше природничого факультетів, завідувачем кафедри ентомології Кам'янець-Подільського українського державного університету, членом правління університету.
Під натиском більшовицьких військ у листопаді 1920 евакуювався разом з урядом УНР до Тарнува (Польща), де брав участь у створенні Ради республіки (Р. Р.) УНР. Був обраний членом президії Р. Р., виконував обов'язки Першого секретаря Р. Р. З літа 1921 до серпня 1936 працював на Волині (Кременець, Острог, Дермань, Луцьк, Рівне та ін.) повітовим агрономом, вчителем, директором школи, директором сільськогосподарської дослідної станції. З вересня 1936 до жовтня 1939 перебував у Межиріччі без державної роботи, бо був під наглядом польської поліції.
Влітку 1939, уникаючи чергового арешту, нелегально виїхав до Луцька. Перед виїздом він закопав у тайнику найважливіші твори (опубліковані та у рукописах), ЦІННІ Документи, родові коштовності. Через сім місяців після його арешту енкаведисти відшукали схованку з матеріалами. На них 3 вересня 1940 було складено два акти у присутності свідків. Ці матеріали були використані як докази його «антирадянської контрреволюційної (антибільшовицької)» діяльності. 20 вересня 1939, не бажаючи емігрувати у Німеччину, повернувся у Межиріччя, де уже були війська Радянського Союзу. У с. Велика Харуча Межиріцького району Рівненської область обійняв посаду вчителя-директора початкової школи.
29 лютого 1940 заарештований органами НКВС. 24 травня 1941 Київський обласний суд засудив його (ст. 54 — 13 КК з санкцією ст. 54 — 2 КК) до вищої міри покарання — розстрілу. Вирок виконано 22 червня 1941 у Києві.

## Суспільно-політична діяльність

Син Сергія Бачинського Михайло Бачинський. Львів, 2002

Суспільно-політичну діяльність розпочав ще у Петербурзі, з 1904 — у партії українських соціалістів-революціонерів (есерів). Проводив агітаційно-пропагандистську роботу серед українських студентів, робітників та військових у столиці Російської імперії, а під час канікул — серед селян південних губерній України. Не припиняв революційної діяльності і у Франції, за що п'ять разів був адміністративно покараний (виселявся зі столиці).
На Катеринославщині з літа 1917 очолював міську та губернську організації українських есерів, а пізніше ще й Херсонську та Таврійську. Був членом ЦК партії українських есерів. У листопаді-грудні 1917 Бачинський обирався в члени Павлоградської «Просвіти». Влітку 1918 через політичні розбіжності вийшов з партії есерів. Проводив роботу серед Селянської спілки та солдатів, що поверталися з фронту. Як член Президії Трудового конгресу працював над реалізацією ідеї з'єднання українських земель у єдину соборну Українську Народну Республіку. У Кам'янці-Подільському організував селянську соціалістичну партію (ССП). У 1923 вийшов з цієї партії через незгоду керівництва внести зміни у статут та програму.
В Крем'янці у 1922–1923 р. працював у «Спілці кооператорів», редагував часопис «Зоря кращого».
На Волині організовував осередки товариства «Просвіта» з бібліотеками-читальнями та гуртками художньої самодіяльності, читав лекції з української мови та літератури вчителям, а селянам — на агрономічні теми, реферати. У 1935 вступив у націоналістичну організацію — «Волинське українське об'єднання» (ВУО).
На початку 1918 як член ЦК партії українських есерів входив до складу редколегії центрального органу партії — часопису «Боротьба» (1905–1921, Київ). Член редколегії часописів «Селянська спілка» (1917, Катеринослав) — органу української селянської спілки та української партії соціал-революціонерів; «Наше життя» (1917–1918, Катеринослав) — органу губернського земства. Редагував часопис політичних партій та штабу військ УНР «Республіканець» (друга половина 1918 — січень 1919, Катеринослав, ч. І — 31; Єлизаветград, ч. 32 — 34).

## Праці
Творчий доробок Бачинського — це в основному рукописи, знищені органами НКВС. Матеріали слідства подають перелік трьох друкованих та п'ятнадцяти неопублікованих праць. Це, зокрема, «Матеріали до історії української еміграції» (1923), «Транспорт в Совдепію», «На Катеринославщині», «З великої України», «Шлях Української Держави», «Крути», «Шлях Польщі», «Про Петлюру та Пілсудського», «Військо і політика», «Що для всіх мас є добре?», «За кордоном» та інші, а також дві спільні праці з членами Президії Ради Республіки: «Відозва до українського народу» (1922, Тарнув), «Універсал Ради Республіки до українського народу» (березень 1921, Тарнув).
Автор книг і брошур, зокрема «Історія Кременця», «Історія Кременецької „Просвіти“», «Описи важніших пам'ятників — історичного та наукового значення» (всі — Крем'янець, 1923), статей і фейлетонів.
Крім того, матеріали слідства подають відомості про те, що були надруковані такі праці Бачинського: «Зведення про діяльність Ради Республіки» (1922, Тарнув), «Історія Крем'янця» (1923, Кременець), «Історія Кременецької Просвіти» (1923, Кременець), «Опис важніших пам'ятників — історичного та наукового значення» (1923, Кременець), «Історія Межиріччя» (1938), «Результати дослідів та спостережень по використанню штучних добрив» англійською мовою (1928, Англія), а також брошури англійською та польською мовами.

## Родина
Дружина Сергія Бачинського — Марія (з дому — Білошицька; 12 листопада 1893, Острог, нині Рівненська область — 28 травня 1956, смт Новоамвросіївське Амвросіївського району Донецької області) — український педагог, жертва російського окупаційного терору. Закінчила учительські курси в Кременці. Вчителювала. Заарештована 1940, вислана на спецпоселення до Казахстану. Повернулася в Україну 1944.